# Myriam Marbe
Pour les articles homonymes, voir Marbe.
Myriam Marbe, née à Bucarest (Roumanie) le 9 avril 1931 et morte dans cette ville le 25 décembre 1997, est une compositrice et pianiste roumaine, également réalisatrice, musicologue et critique musical.

## Biographie
Myriam Marbe reçoit ses premières leçons de piano de sa mère, qui était pianiste. Elle étudie au conservatoire de Bucarest de 1944 à 1954, où elle suit les cours en piano chez Florica Musicescu et Silvia Capățână, ainsi que ceux de composition auprès de Leon Klepper et Mihail Jora.
De 1953 à 1965, elle est cinéaste à la Casa de filme à Bucarest. Elle enseigne le contrepoint et la composition au conservatoire de Bucarest de 1954 à 1988, où son refus de rejoindre le Parti communiste roumain l'a empêché d'atteindre le rang de Professeur.
Entre 1968 et 1972, elle réussit à obtenir l'autorisation des autorités roumaines de se rendre en Occident et de participer à l'École d'été de New Music à Darmstadt en Allemagne de l'Ouest et aussi, en 1971, au Festival international d'art contemporain de Royan, en France. Après l'effondrement du communisme en Europe de l'Est, elle reçoit une bourse de travail de la ville allemande de Mannheim pour l'année 1989-90.
En plus d'être compositrice, Marbe travaille comme journaliste et musicologue. Elle a co-écrit une monographie sur George Enescu et a également écrit des essais critiques et des analyses sur les styles musicaux.
Ses archives sont conservées à Brême (Allemagne) au Sophie Drinker Institut, et la plupart des partitions de ses compositions sont disponibles sur le site internet de cet institut.

## Œuvre
- Nunta Zamfirei, ballet, 1954
- Sonate pour alto et piano, 1955
- In Memoriam, pièce lyrique pour hautbois, 2 cors d'harmonie, piano, célesta, batterie et orchestre à cordes, 1959
- Chorsuite, suite chorale sur des textes d'Ilie Constantin et Paul Aristide, 1959
- Sonata (Prologo – Aria – Epilogo) pour 2 altos, 1966
- Le Temps inévitable, 1968–71
- Serenata - Eine kleine Sonnenmusik, 1974
- La Parabole du grenier pour un interprète au piano, clavecin, célesta, et, optionnellement glockenspiel et carillon tubulaire, 1975–76
- Concerto pour alto et orchestre, 1977
- Trium, pièce symphonique pour grand orchestre, 1978
- Souvenir d'un paysage inconnu pour flûte et alto, 1979
- Timpul regasit pour soprano ou ténor, flûte à bec, 3 altos, violon et violon alto, et clavecin, 1982
- Trommelbass, pour trio à cordes et tambours, 1985
- Sonata per due pour alto et flûte, 1985
- An die Sonne pour mezzo-soprano et saxophone, 1986
- Concertul pentru Daniel Kientzy si saxofon, 1986
- After nau, sonate pour violoncelle et orgue, 1987
- Ur-Ariadne-Sinfonie Nr. 1 pour mezzo-soprano, saxophone et orchestre, 1988
- Dialogi - nicht nur ein Bilderbuch für Christian Morgenstern, 1989
- Farbe und Klang, cycle de mélodies sur des textes d'Ulrich von Liechtenstein, Heinrich von Veldeke, Heinrich Heine, Friedrich von Hausen, König Konrad et Christian Morgenstern
- Fra Angelico - Chagall - Voronet - Requiem pour mezzo-soprano, chœur, et ensemble de chambre, 1990
- Stabat Mater pour 12 voix et flûte, hautbois, clarinette, basson, trompette, cors, trombone, percussion, alto et contrebasse
- Paos pour alto et clarinette, 1995
- Sym-phonia pour mezzo-soprano et ensemble de chambre sur des poèmes d'Else Lasker-Schüler, 1996
- arc-en-ciel pour flûte à bec et flûte, 1997
- Song of Ruth pour cinq violoncelles, 1997